# The Battle of the Sexes (pel·lícula de 1928)
The Battle of the Sexes és una comèdia americana dirigida per D. W. Griffith el 1928. És protagonitzada per Jean Hersholt, Phyllis Haver, Belle Bennett, Don Alvarado, i Sally O'Neil. Fou realitzada per United Artists. La pel·lícula era un remake de Griffith d'una pel·lícula anterior que havia dirigit el 1914, amb Lillian Gish de protagonista. Ambdues pel·lícules estan basades en la novel·la de Daniel Carson Goodman, The Single Standard. La història va ser adaptada per Gerrit J. Lloyd.
La pel·lícula va ser realitzada com a pel·lícula muda, amb una versió sonora, utilitzant el sistema Movietone sound-on-film. El 2004, la pel·lícula va ser editada per a DVD per Image Entertainment. El tema de la cançó, "Just a Sweetheart", de Dave Dryer, Josef Pasternack, i Nathaniel Shilkret (versions enregistrades estan disponibles, per exemple, en un edició comercial de Paul Whiteman CD) va ser omesa en el DVD.

## Argument
En un saló de perruqueria d'ambdós sexes, Marie Skinner (Phyllis Haver), escoltant la xerrameca del barber, descobreix que l'home de mitjana edat que té els cabells tallats a prop d'ella, J.C. Judson (Jean Hersholt), acaba de guanyar una fortuna a la borsa. Decidida a posar-se en mans d'aquests diners, la noia es trasllada a un pis llogat en el mateix edifici on l'home viu amb la seva família, format per una dona molt estimada (Belle Bennett) i dos fills: Billy (William Bakewell) i Ruth (Sally O'Neil).
Skinner aconsegueix, amb un truc, atraure el veí a casa seva. Ell s'enamora i cau en la trampa: s'enamora d'aquella bella noia i comença a descuidar la família i a gastar quantitats boges en la seva amant. Ruth s'adona llavors del que està passant. Ruth busca a Marie per disparar-la, però és interrompuda pel nuvi de Marie, Babe Winsor (Don Alvarado), un gigoló. Quan arriba Judson es veu obligat a enfrontar-se a la seva doble norma quan presencia un argument violent entre Marie i Babe. Penedit, Judson torna a casa amb la seva estimada família.

## Repartiment
- Jean Hersholt com a William Judson, el pare
- Phyllis Haver com a Marie Skinner
- Belle Bennett com a senyora Judson, la mare
- Sally O'Neil com a Ruth Judson, la Filla
- Don Alvarado com a Babe Winsor
- William Bakewell com a Billy Judson, el fill
- John Batten com a amic del Judson
- Rolfe Sedan com a Marie Barber (no acreditada)
- Harry Semels com a Judson Barber (no acreditat)